# Recristal·lització

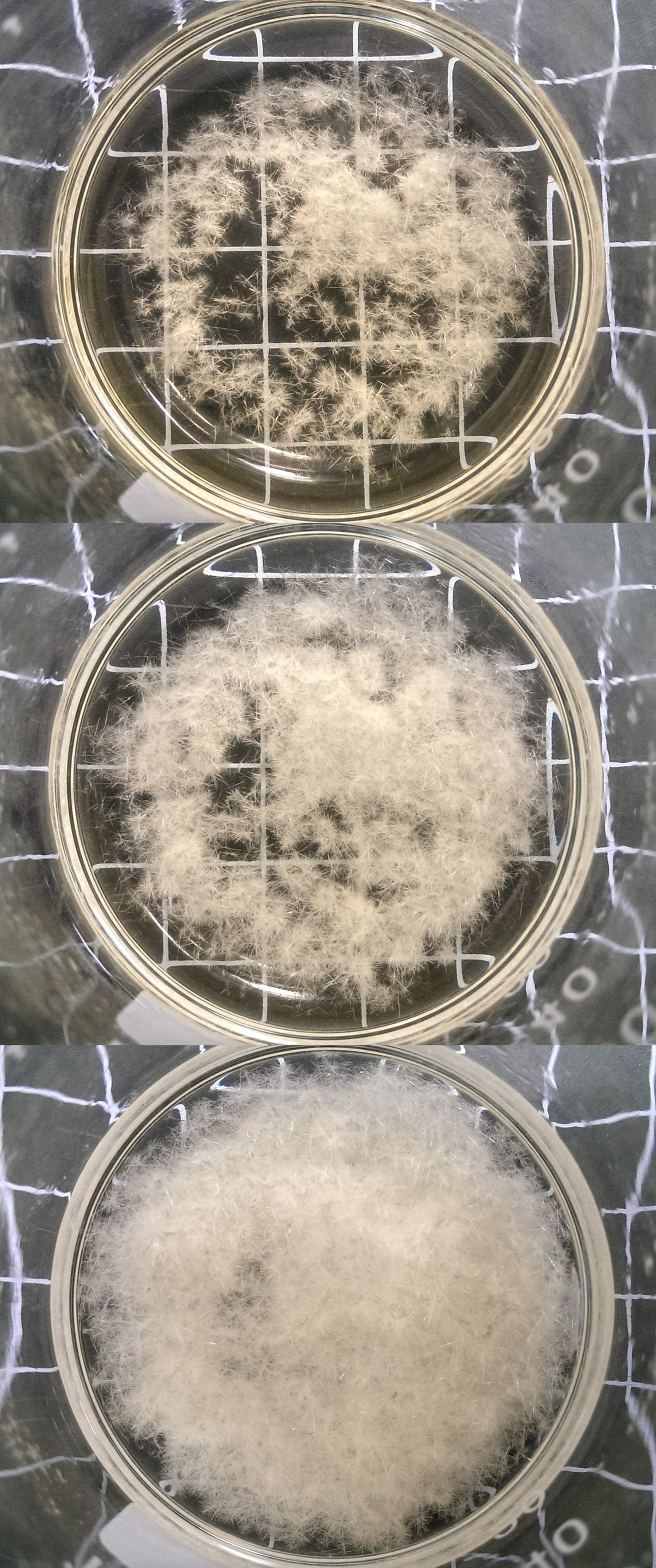

La recristal·lització és un mètode instrumental molt utilitzat en els laboratoris per dur a terme de la purificació de substàncies sòlides que contenen petites quantitats d'impureses. Aquesta tècnica es basa en el fet que la majoria dels compostos incrementen la seva solubilitat amb la temperatura, de manera que la mostra a recristal·litzar es dissol en un o més dissolvents a la seva temperatura d'ebullició i, després d'una sèrie d'operacions senzilles, es deixa refredar lentament. D'aquesta manera es generarà una dissolució del compost sobresaturada que afavorirà la formació de cristalls, el creixement i formació dels quals en una red ordenada afavorirà la incorporació de molècules del compost excolent de la xarxa formada les molècules de les impureses, obtenint finalment un sòlid ric en el compost que es vol purificar.

## Material necessari
- Erlenmeyers (4)
- Un nucli magnètic
- Una pipeta Pasteur
- Una tetina
- Un embut cònic
- Paper de filtre
- Una fiola
- Un Büchner o placa filtrant

## Procediment
Aquesta tècnica instrumental consta de diferents passos però abans d'iniciar el procés de recristal·lització cal seleccionar un dissolvent amb alt poder dissolutiu, baixa capacitat de solució amb les impureses del pruducte, capaç de generar bons cristalls, no inflamable,poc costòs i fàcil d'eliminar.
1. Es deposita el sòlid a recristal·litzar en un erlenmeyer amb el nucli magnètic. En l'altre erlenmeyers'afegeix el dissolvent o barreja de dissolvents i s'escalfa fins al seu punt d'ebullició.
2. S'aboca el dissolvent en ebullició en el primer erlenmeyer que conté el sòlid fins que el cobreix i d'escalfa fins que bulli amb agitació magnètica.
3. Es van afegint petites quantitats de dissolvent en ebullició amb la pipeta Pasteur fins que tot el sòlid queda dissolt o fins que no es pugui dissoldre més.
4. Es realitza una filtració per gravetat en calent. Es col·loca l'embut escalfat a l'estufa sobre un aro metàl·lic subjectat a un peu i s'introdueix el plançó de l'embut cònic dins l'erlenmeyer filtrant així la dissolució del nostre compost. En aquest pas s'eliminen les impureses insolubles i queden recollides en el paper de filtre.
5. Es deixa refredar el filtrat lentament perquè es formin els cristalls purs del compost desitjat i es realitza una filtració al buit. Gràcies a aquesta darrera filtració s'eliminen les impureses solubles i queden dissoltes en el filtrat.